# برونو فوغل
برونو فوغل (بالألمانية: Bruno Vogel)‏ هو صحفي الرأي وكاتب ألماني، ولد في 29 سبتمبر 1898 في لايبزيغ في ألمانيا، وتوفي في 5 أبريل 1987 في لندن في المملكة المتحدة.